# Estació de Pío XII
Pío XII és una estació de Metro de Madrid que serveix la línia 9. Va ser inaugurat el 3 de juny de 1983.
| Metro de Madrid        |                   |       |          |                                   |
| Procedència/Destinació | <                 | Línia | >        | Procedència/Destinació            |
| Mirasierra             | Duque de Pastrana |       | Colombia | Puerta de Arganda Arganda del Rey |